# Mitsubishi MU-2
El Mitsubishi MU-2 es un avión utilitario turbohélice construido por la empresa japonesa Mitsubishi. El primer vuelo del MU-2 tuvo lugar el 14 de diciembre de 1963.

## Desarrollo
Mitsubishi comenzó en 1956 el diseño de un transporte ligero utilitario que sería propulsado por dos turbohélices y al que se designó como Mitsubishi MU-2, sin embargo hasta el 14 de diciembre de 1963 el primero de los cuatro prototipos construidos no realizó su primer vuelo. Era un monoplano cantilever de ala alta con fuselaje presurizado, tren de aterrizaje triciclo retráctil y dos motores turbohélice de implantación alar.

## Versiones
MU-2A
Versión de producción con motores Turbomeca Astazou
MU-2B
Versión de producción con motores Garrett TPE331
MU-2D
Similar al anterior
MU-2C
Sin presurizar y polivalente para las Fuerzas Terrestres de Autodefensa
MU-2E
Versión configurada para búsqueda y rescate
MU-2F
Versión con motores repotenciados TPE331
MU-2G
Con la planta motriz del MU-2F, fue el primero con fuselaje alargado en 1,88 m

## Especificaciones (MU-2)

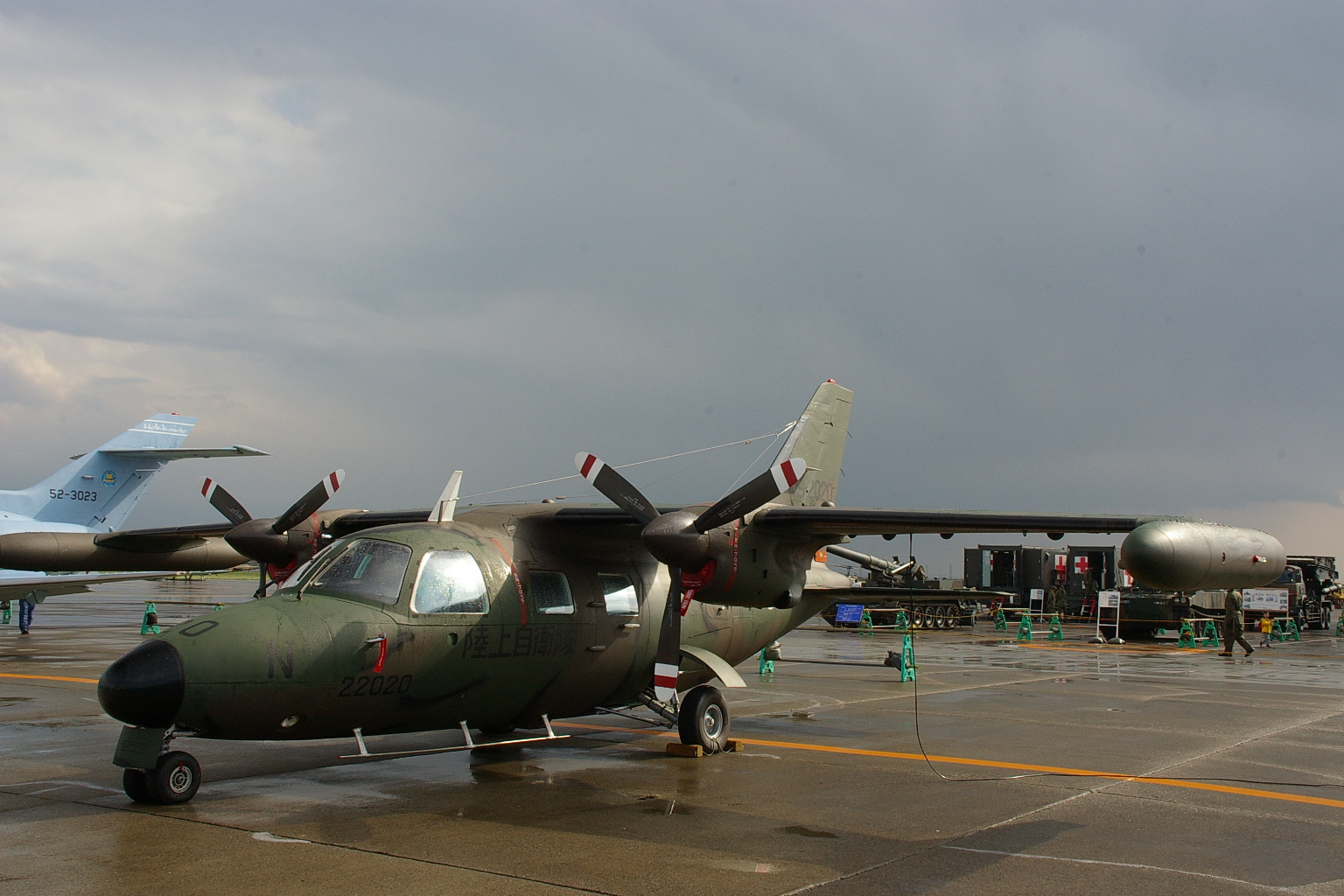
Fuerza Terrestre de Autodefensa de JapónLR-1

Referencia datos: Jane's All The World's Aircraft 1976-77

### Características generales
- Tripulación: 1 o 2 pilotos
- Capacidad: Hasta 12 pasajeros.
- Longitud: 12.01 m
- Envergadura: 11.94 m
- Altura: 4.17 m
- Superficie alar: 16.55 m²
- Peso vacío: 3,433 kg
- Peso máximo al despegue: 5,250 kg
- Planta motriz: 2× Turbohélice Garrett TPE331-6-251M.
  - Potencia: 579 kW cada uno.

### Rendimiento
- Velocidad nunca excedida (Vne): 547 km/h
- Velocidad crucero (Vc): 483 km/h
- Velocidad de entrada en pérdida (Vs): 142 km/h
- Alcance: 1200 millas
- Alcance en combate: km
- Techo de vuelo: 9,020

### Aeronaves similares
- Rockwell Turbo Commander
- Cessna 425 Conquest I
- Cessna 441 Conquest II
- Piper PA-31T Cheyenne
- Beechcraft King Air